# Akim est
Le district de Akim est est l’un des 17 districts de la région Orientale (Ghana).

## Géographie
Le district d’Akim Est est localisée dans la partie centrale de la région de l’Est avec une superficie totale d’environ 725 km2.
Il est délimité par six districts :
- le district de Kwahu Sud au nord ;
- le district d’Atiwa au nord-ouest ;
- le district de Kwaebibirem au sud-ouest ;
- le district de Fanteakwa à l’est ;
- les districts municipaux de New Juaben et Suhum-Kraboa-Coaltar au sud[1].

La capitale municipale, Kibi, se trouve à 55 km de Koforidua, à 105 km d’Accra et à 179 km de Kumasi.

## Histoire
C’était le deuxième plus grand des 15 districts de la région de l’Est jusqu’en 2004, date à laquelle le district d’Atiwa en a été détaché.